# Station 17
Station 17 est un groupe allemand de rock, originaire de Hambourg.

## Histoire
En 1989, le musicien et éducateur socio-médical Kai Boysen se concentre sur l'idée d'enregistrer un album avec les résidents du groupe résidentiel 17 de l'Evangelische Stiftung Alsterdorf qui accueille des handicapés mentaux. Cet album est créé avec la participation de Michael Rother, Holger Czukay, FM Einheit, Thomas Fehlmann, ainsi que Markus Grosskopf (Helloween) et Kai Hansen (Gamma Ray) et sort en 1990 chez Mercury/Phonogram.
Après plusieurs concerts, Alfred Hilsberg, propriétaire du label What's So Funny About, exprime son intérêt pour le groupe et sort l'album suivant, Genau So, en 1993. Au cours des deux années suivantes (également en raison des nombreuses tournées du groupe), la presse allemande fait connaître Station 17. Le projet d'enregistrer un album live est abandonné au profit du film-concert Station 17 – Der Film.
L'album Scheibe, sorti en 1997, montre pour la première fois un virage clair vers la musique électronique et est enregistré lors de tournées à travers l'Europe. L'album Bravo paraît deux ans plus tard. Cependant, il y a aussi eu un changement dans la formation du groupe en raison des différences musicales.
Pour combler l'attente, l'album de remix Hitparade sort en 2001 avec des remix de DJ Koze, Cosmic DJ et Thomas Fehlmann. Station 17 est photographié par Anton Corbijn dans le cadre de la campagne d'Aktion Sorgenkind qui change de nom pour Aktion Mensch. Daniel Miller découvre ces photos et signe Station 17 dans son label Mute Records.
Pendant les cinq années suivantes, le groupe est silencieux. Boysen se concentre sur la création du réseau inclusif de productions culturelles professionnelles barner16. Aucun label de musique ne montre d'intérêt pour une nouvelle version de Station 17. En conséquence, il crée son propre label 17rec qui fait sa première sortie en 2006 avec l'album Mikroprofessor. Cependant, la complexité de la production de l'album ne peut pas être reproduite lors des concerts et la structure du groupe s'est effondrée.
À cette époque, les musiciens Christian Fleck et Peter Tiedeken (The Robocop Kraus) notamment, commencent à travailler pour barner16 et un peu plus tard, ils créent une nouvelle constellation de groupes à partir de Station 17. Pour le prochain album, la nouvelle formation reprend le concept du premier album et travaille sur l'album de collaboration Goldstein Variationen avec Fettes Brot, Stereo Total, Guildo Horn…
La nouvelle formation de Station 17 donne plusieurs tournées et est dans des festivals tels que Fusion, le festival du Burg Herzberg ou le Hurricane Festival. Elle ne dure pas longtemps : Alex Tsitsigias (Schrottgrenze) rejoint le groupe en 2008.
En 2011, Station 17 sort son huitième album, Fieber, et est invité par Joachim Gauck à la Fête citoyenne du président fédéral l'année suivante. En 2013, la Bundeszentrale für politische Bildung présente le concept de musique et d'inclusion.
Lors de la production de l'album suivant, un autre changement de formation suit. Peter Tiedeken quitte le groupe et est remplacé par Hauke Röh (Frau Potz). Alles für alle paraît en 2014 avec un concept jusque-là inconnu de Station 17 : un album pop aux paroles politiques. Après une tournée pour l'album, qui comprend plus de 100 concerts, le désir de musique d'improvisation redevient plus fort.
En 2017, le label Bureau B propose au groupe des albums de collaborations. Station 17 commence les enregistrements dans le studio Watt'n'Sound, une ancienne école de la côte de la mer du Nord reconvertie en studio d'enregistrement, avec des partenaires tels que Schneider TM, Ulrich Schnauss, faUSt ou Pyrolator, qui s'appelle Blick (2018) et Outlook (2019) publiés par Bureau B.
De plus, Bureau B sort la compilation Werkschau en 2019 le même jour que l'album Outlook. Pour célébrer les sorties et le 30e anniversaire du groupe, le groupe donne un concert au Uebel & Gefahrlich à Hambourg avec des invités tels que Michael Rother, Andreas Dorau, Strizi Streuner (Frittenbude) et Fettes Brot. Les enregistrements de ce concert donnent Live at Uebel & Gefahrlich le 18 juin 2021 et représentent ainsi le premier album live du groupe.

## Discographie
Albums
- Station 17 (1990, Mercury/Phonogram)
- Genau So (1993, What’s So Funny About)
- Scheibe (1997, What’s So Funny About)
- Bravo (1999, What’s So Funny About)
- Hitparade – Remix Album (2001, Mute Records)
- Mikroprofessor (2006, 17rec.)
- Goldstein Variationen (2008, 17rec.)
- Fieber (2011, 17rec.)
- Alles für Alle (2014, 17rec.)
- Blick (2018, Bureau B)
- Ausblick (2019, Bureau B)
- Live at Uebel & Gefährlich (2021, Bureau B)

Compilation
- Werkschau (2019, Bureau B)

Singles
- Nadine/Fahrstuhl – Remixes by Console & Remute (2006)
- Drogen Sind Schlecht Für Die Haut – Remixes by Pelle Buys & Lawrence (2007)
- Goldstein Variationen #01 – Station 17 + The Robocop Kraus + Barbara Morgenstern / Remixes by Mense Reents & Thomas Fehlmann (2007)
- Goldstein Variationen #02 – Station 17 + Von Spar + Melissa Logan / Remixes by Sid Le Rock & Cab Drivers (2008)
- Goldstein Variationen #03 – Station 17 + Schneider TM + Ted Gaier + Melissa Logan / Remixes by kptmichigan & Erobique (2008)
- Goldstein Variationen #04 – Station 17 + Stereo Total + Michael Rother / Remixes by MyMy & Tobias Thomas/Ada (2008)
- Goldstein Variationen #05 – Station 17 + Fettes Brot + Knarf Rellöm Trinity / Remixes by Justus Köhncke & Christopher Just (2009)
- Alles für Alle (2013)
- Dinge (2018)
- Geisterstunde, Baby (2019)
- Die Mittagssonne friert (2019)
- Boogie Boogie Baka - Live (2021)

## Source de la traduction
- (de) Cet article est partiellement ou en totalité issu de l’article de Wikipédia en allemand intitulé « Station 17 » (voir la liste des auteurs).